# Albert Öberg
Jakob Albert Öberg, född 15 september 1852 i Stockholm, död 3 december 1911 i Saltsjöbaden, var en svensk företagare.
Albert Öberg var son till bokbindaren Joseph Oscar Öberg och Charlotta Bernhardina Nordström. Han genomgick lägre elementarläroverket i Eskilstuna och blev 1867 bokbindarlärling hos fadern, varvid han fortsatte studierna vid Tekniska söndags- och aftonskolan i Eskilstuna. 1872 blev han gesäll hos bokbindare L. W. Levin i Uppsala och 1873 hos J. E. Bourghardt i Stockholm. Gesällvandringen fortsattes därefter utomlands. 1873 praktiserade han hos bokbindarna Voigt & Nielsen i Köpenhamn, Eichholz & Holtermann i Hamburg och O. Matterne i Berlin till 1874, då han kom till Leipziger Geschäftsbuchbinderei. Han erhöll 1874 Kommerskollegiets resestipendium för hantverksgesäller men återvände samma år till faderns bokbinderi, där han började planera för kontorsboksfabrikation. Vid faderns sjukdom 1875 inträdde Albert Öberg som disponent och delägare i rörelsen, som fortsattes under firma J. O. Öberg & son samt blev efter faderns död 1879 ensam innehavare. Under Öbergs ledning växte det obetydliga bokbinderiet ut till Sveriges ledande kontorsbokfabrik. Maskiner inköptes från Tyskland, en fastighet inköptes och en omfattande försäljningsorganisation byggdes upp. 1902 upptogs spelkortstillverkning, och från 1905 blev man Sveriges dominerande spelkortstillverkare. 1904 ombildades bolaget till aktiebolag och Öberg fungerade som VD fram till sin död. Han var 1896–1911 stadsfullmäktig i Eskilstuna.